# روجرز
روجرز (بالإنجليزية: Rogers, Arkansas)‏ هي مدينة تقع في مقاطعة بينتون، أركنسو بولاية أركنساس في الولايات المتحدة. تبلغ مساحة هذه المدينة 98.27 (كم²)، وترتفع عن سطح البحر 417 م، بلغ عدد سكانها 57539 نسمة في عام 2011 حسب إحصاء مكتب تعداد الولايات المتحدة.

## التركيبة السكانية
حدّد مكتب تعداد الولايات المتحدة بيانات التركيبة السكانية لروجرز في تعداد الولايات المتحدة. في ما يلي، التركيبة السكانية حسب تعدادي 2000 و2010.

### تعداد عام 2000
بلغ عدد سكان روجرز 38,829 نسمة بحسب تعداد عام 2000، وبلغ عدد الأسر 14,005 أسرة وعدد العائلات 10,210 عائلة مقيمة في المدينة. في حين سجلت الكثافة السكانية 385.3 نسمة لكل كيلومتر مربع (997.9/ميل2). وبلغ عدد الوحدات السكنية 14,836 وحدة بمتوسط كثافة قدره 147.2 لكل كيلومتر مربع (381.2/ميل2).
وتوزع التركيب العرقي للمدينة بنسبة 85.75% من البيض و0.47% من الأمريكيين الأفارقة و1.05% من الأمريكيين الأصليين و1.43% من الأمريكيين ذوي الأصول الآسيوية و0.07% من سكان جزر المحيط الهادئ و9.43% من الأعراق الأخرى و1.80% من عرقين مختلطين أو أكثر و19.29% من الهسبانيون أو اللاتينيون من أي عرق.
بلغ عدد الأسر 14,005 أسرة كانت نسبة 42.5% منها لديها أطفال تحت سن الثامنة عشر تعيش معهم، وبلغت نسبة الأزواج القاطنين مع بعضهم البعض 58.4% من أصل المجموع الكلي للأسر، ونسبة 10.1% من الأسر كان لديها معيلات من الإناث دون وجود شريك، بينما كانت نسبة 4.4% من الأسر لديها معيلون من الذكور دون وجود شريكة وكانت نسبة 27.1% من غير العائلات. تألفت نسبة 22.2% من أصل جميع الأسر من عدة أفراد يعيشون في نفس المنزل ونسبة 8.9% كانت تتألف من شخص يعيش بمفرده يبلغ من العمر 65 عاماً أو أكثر. وبلغ متوسط حجم الأسرة المعيشية 2.74، أما متوسط حجم العائلات فبلغ 3.21.
بلغ العمر الوسطي للسكان 32.3 عاماً. وكانت نسبة 29.4% من القاطنين تحت سن الثامنة عشر، وكانت نسبة 9% بين الثامنة عشر والرابعة والعشرين عاماً، ونسبة 31.4% كانت واقعةً في الفئة العمرية ما بين الخامسة والعشرين والرابعة والأربعين عاماً، ونسبة 18.2% كانت ما بين الخامسة والأربعين والرابعة والستين، ونسبة 10.8% كانت ضمن فئة الخامسة والستين عاماً فما فوق. يوجد لكل 100 أنثى 96.1 ذكر، ويوجد لكل 100 أنثى في الثامنة عشر من عمرها فما فوق 92.6 ذكر.
بلغ متوسط دخل الأسرة في المدينة 40,474 دولارًا، أما متوسط دخل العائلة فبلغ 45,876 دولارًا. وكان متوسط دخل الذكور 30,911 دولارًا مقابل 22,020 دولارًا للإناث. وسجل دخل الفرد الخاص بالمدينة 19,761 دولارًا. وكانت نسبة 9.4% من العائلات ونسبة 12.8% من السكان تحت خط الفقر، وكان من هؤلاء نسبة 17.7% تحت سن الثامنة عشر ونسبة 10.1% في الخامسة والستين من العمر وما فوق.

### تعداد عام 2010
بلغ عدد سكان روجرز 55,964 نسمة بحسب تعداد عام 2010، وبلغ عدد الأسر 19,675 أسرة وعدد العائلات 14,000 عائلة مقيمة في المدينة. في حين سجلت الكثافة السكانية 555.4 نسمة لكل كيلومتر مربع (1,438.5/ميل2). وبلغ عدد الوحدات السكنية 22,022 وحدة بمتوسط كثافة قدره 218.5 لكل كيلومتر مربع (565.9/ميل2).
وتوزع التركيب العرقي للمدينة بنسبة 73.66% من البيض و1.43% من الأمريكيين الأفارقة و1.04% من الأمريكيين الأصليين و2.56% من الأمريكيين ذوي الأصول الآسيوية و0.26% من سكان جزر المحيط الهادئ و18.07% من الأعراق الأخرى و2.99% من عرقين مختلطين أو أكثر و31.48% من الهسبانيون أو اللاتينيون من أي عرق.
بلغ عدد الأسر 19,675 أسرة كانت نسبة 43.2% منها لديها أطفال تحت سن الثامنة عشر تعيش معهم، وبلغت نسبة الأزواج القاطنين مع بعضهم البعض 54.2% من أصل المجموع الكلي للأسر، ونسبة 11.8% من الأسر كان لديها معيلات من الإناث دون وجود شريك، بينما كانت نسبة 5.2% من الأسر لديها معيلون من الذكور دون وجود شريكة وكانت نسبة 28.8% من غير العائلات. تألفت نسبة 23.8% من أصل جميع الأسر من عدة أفراد يعيشون في نفس المنزل ونسبة 7.7% كانت تتألف من شخص يعيش بمفرده يبلغ من العمر 65 عاماً أو أكثر. وبلغ متوسط حجم الأسرة المعيشية 2.82، أما متوسط حجم العائلات فبلغ 3.37.
بلغ العمر الوسطي للسكان 31.7 عاماً. وكانت نسبة 30.6% من القاطنين تحت سن الثامنة عشر، وكانت نسبة 9.1% بين الثامنة عشر والرابعة والعشرين عاماً، ونسبة 29.9% كانت واقعةً في الفئة العمرية ما بين الخامسة والعشرين والرابعة والأربعين عاماً، ونسبة 21% كانت ما بين الخامسة والأربعين والرابعة والستين، ونسبة 9.3% كانت ضمن فئة الخامسة والستين عاماً فما فوق. وتوزع التركيب الجنسي للسكان بنسبة 49% ذكور و51% إناث.

## أعلام
- سارة أوستين
- جو نيكولز
- تشارلز بي بلاك
- ريان ويليام
- جون بوند
- تشارلز بانكس ويلسون
- باول سولومون

## وصلات خارجية
- The US50 - Cities and Towns in Arkansas State
- 2012 United States Census Estimate